# Wesley Mason
Wesley „Wes“ Mason (* 26. Juni 1941 in Sheffield) ist ein ehemaliger britischer Radrennfahrer.

## Sportliche Laufbahn
Mason war Straßenradsportler. Bei den Commonwealth Games 1962 gewann er die Goldmedaille im Straßenrennen vor Anthony Walsh sowie eine Etappe im Milk Race.
1965 wurde er Berufsfahrer im Radsportteam Viking und blieb bis 1971 als Radprofi aktiv. Er gewann in seiner Karriere eine Reihe von britischen Eintagesrennen und Etappen kleinerer Rundfahrten. Darunter waren die Eintagesrennen Wolverhampton–Llangollen–Wolverhampton 1962 (vor Hugh Porter) und Grand Prix of Essex 1962. Den Sieg im Grand Prix of Essex konnte er 1963 und 1964 wiederholen. 1961 siegte er in der Viking Trophy auf der Isle of Man, 1967 im Rennen Dover–London, 1969 im Solihill Grand Prix.
1962 wurde er Gesamtsieger der Star Trophy Road Serie, einer Rennserie der wichtigsten britischen Eintagesrennen. Damit erreichte er die Nominierung für die britische Nationalmannschaft.